# Hans Kroh
Hans Kroh (Heidelberg, 13 maggio 1907 – Braunschweig, 18 luglio 1967) è stato un generale tedesco, della Luftwaffe decorato con la Croce di Cavaliere della Croce di Ferro con fronde di Quercia e Spade nel corso della seconda guerra mondiale.

## Biografia
Nacque a Heidelberg il 13 maggio 1907, ed entrò nella Scuola di polizia di Brandenburg-Havel l’8 aprile 1926. Promosso Leutnant der Polizei il 1 aprile 1933, e divenne Oberleutnant il 1 agosto dello stesso anno. Arruolatosi nella Luftwaffe il 1 aprile 1935, fu assegnato come Comandante di compagnia alla Scuola paracadutisti di Stendal. Promosso Hauptmann il 1 ottobre 1937, entrò in servizio presso la 7. Flieger Division il 1 gennaio 1939, per passare quindi alla 1. Fallschirmjäger-Division all’atto dello scoppio della seconda guerra mondiale.
Il 10 maggio 1940 partecipò all’occupazione dei Paesi Bassi, e il 1 agosto dello stesso anno assunse il comando del 1 Battaglione del Fallschirm-Jäger-Regiment 2.  promosso Major il 1 marzo 1941, partecipò all’occupazione di Creta (Operazione Merkur) e poi all’invasione dell’Unione Sovietica (Operazione Barbarossa). Il 21 agosto 1941 fu insignito della Croce di Cavaliere della Croce di Ferro, e combatte poi in Africa settentrionale in seno alla Brigata paracadutisti Ramcke nuovamente sul fronte orientale. Nel dicembre 1943 divenne comandante del Fallschirm-Jäger-Regiment 2, e nei primi mesi del 1944 fu trasferito in Francia, dove il 6 aprile fu promosso Oberst. Il 1 giugno, poco prima dello sbarco degli Alleati in Normandia, assunse il comando della 2. Fallschirmjäger-Division che guidò brillantemente durante la battaglia di Brest avvenuta nel mese di settembre. Promosso Generalmajor il 1 settembre, diresse la difesa della piazzaforte dal suo Quartier generale di St. Pierre, che si trovava nei pressi dei bunker per sommergibili, fino alla capitolazione del 18 settembre.  Catturato degli americani, fu trasferito negli Stati Uniti come prigioniero di guerra, rientrando in Patria nel corso dell’estate del 1948. 

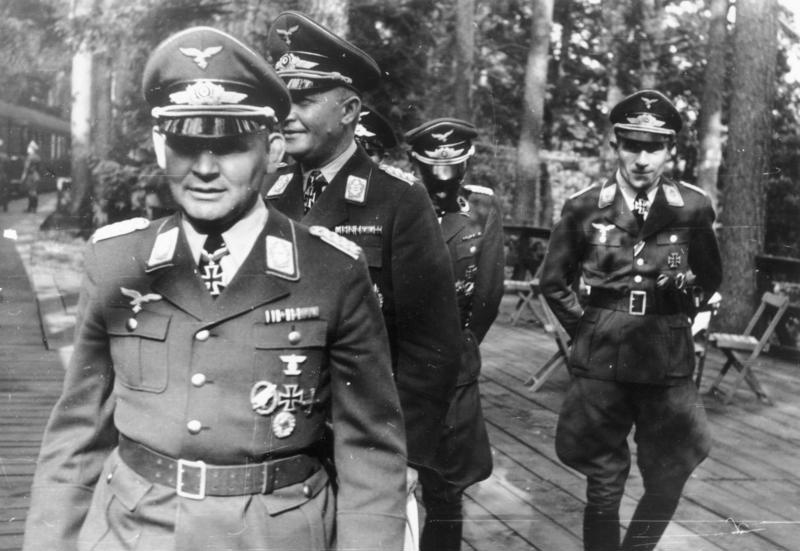
Il Generale di brigata Hermann-Bernhard Ramcke in primo piano, seguito dal generale dei paracadutisti Kurt Student, e ultimo a sinistra il maggiore Hans Kroh, in una foto risalente al 1941.

Il 1 giugno 1956 rientrò in servizio attivo nella Bundeswehr con il grado di Oberst, venendo promosso Brigadegeneral il settembre dell’anno successivo, quando assunse il comando della 1. Luftlandedivision di Bruchsal. Ritiratosi a vita privata il 1 ottobre 1962, si spense a Braunschweig il 18 luglio 1967.